# Инзагатуйское сельское поселение
Се́льское поселе́ние «Инзагатуйское» (бур. Инзагатын hомон) — муниципальное образование в Джидинском районе Бурятии Российской Федерации.
Административный центр — улус Инзагатуй.

## История
Статус и границы сельского поселения установлены Законом Республики Бурятия от 31 декабря 2004 года № 985-III «Об установлении границ, образовании и наделении статусом муниципальных образований в Республике Бурятия»

## Население
| 2002 | 2011 | 2012 | 2013 | 2014 | 2015 | 2016 |
| ---- | ---- | ---- | ---- | ---- | ---- | ---- |
| 1049 | ↘693 | ↘651 | ↘617 | ↘594 | ↘556 | ↘523 |
| 2017 | 2018 | 2019 | 2020 | 2021 | 2023 | 2024 |
| ↘498 | ↘489 | ↘473 | ↘424 | ↗498 | ↘473 | ↘453 |

## Состав сельского поселения
| № | Населённый пункт | Тип населённого пункта       | Население |
| - | ---------------- | ---------------------------- | --------- |
| 1 | Инзагатуй        | улус, административный центр | ↘453      |